# Gexian Shan
Der Gexian Shan (chinesisch 葛仙山, Pinyin Gĕxiān Shān) ist ein 1096,3 m hoher Berg im Kreis Yanshan, Jiangxi, China.
Er ist bekannt für außergewöhnliche Pinien, groteske Felsen, sein Wolkenmeer und das Pfeifen des Windes in den Pinien. Der höchste Punkt ist der Gexian Peak (葛仙峰), mit 1096,3 m Höhe. Im Januar 2018 wurde er von der Nationalen Tourismusverwaltung Chinas als Touristenattraktion auf AAAA-Ebene ausgewiesen.

## Name
Die Legende besagt, dass der taoistische Priester der Han-Dynastie Ge Xuan hier unsterblich wurde.

## Lage und Umgebung

### Tempel
Gexian Shan ist voll von historischen Stätten und kulturellen Relikten, die mit zahlreichen Legenden verbunden sind.
Der Gexian-Ancestral-Tempel (葛仙祠), auch bekannt als Yuxu-Tempel (玉虚观), ist der größte taoistische Tempel auf dem Berg. Der ursprüngliche Tempel namens Zonghua-Tempel (宗华观) stammt aus dem 9. Jahrhundert während der Tang-Dynastie. 1065 wurde er durch Kaiser Song Yingzong in Yuxu-Tempel umbenannt. 1092 wurde er in Gexian-Halle umbenannt (葛仙殿). Er wurde niedergebrannt und wieder aufgebaut. Der letzte Wiederaufbau erfolgte 1928. Der große Tempelkomplex befindet sich im Nordosten und ist nach Südwesten ausgerichtet, er umfasst die Große Halle des Gexian, die Halle des Laozi, die Halle des Guanyin, die Halle des Lingguan (灵官殿, die Halle des Geistlichen Offiziers), die Halle der Erdmutter und die Halle des Jadekaisers sowie die Nebensäle Ost und West.
Die Königin-Mutter-Halle (娘娘殿) wurde gebaut, um der Mutter von Ge Xuan zu gedenken.
Der Ciji-Tempel (娘娘殿) ist ein buddhistischer Tempel auf dem Berg. Er wurde ursprünglich 1593 während der Herrschaft des Wanli-Kaisers in der Ming-Dynastie erbaut.

### Seilbahn
Seit 2017 gibt es eine 2069 m lange Seilbahn, die in 10 Minuten und einem Höhenunterschied von 691 m auf den Berg fährt. Davor dauerte eine Wanderung ca. 2 Stunden.